# 哈公
哈公（1933年—1987年6月15日），原名許子賓、許國，潮汕人，一說是閩南泉州人（潮州話和泉州話都屬於閩南語系，和泉州話有很多字發音完全相同），香港作家、電影編導、傳媒工作者，80年代香港聞名的「怪論作家」。
哈公曾在一篇怪論中形容香港和台灣是掛在中國體外的兩顆睾丸，對中國至關重要。

## 生平
生於菲律賓，四歲隨母回中國，母親死得很早，日本發動太平洋戰爭佔領菲律賓時，父親加入了游擊隊，在呂宋打日本軍。哈公童年以至少年的生活相當艱苦。
1951年6月畢業於廣州華南聯合大學企業管理糸，畢業後不久即來香港；1957年進入左派的長城電影公司，曾任會計，後來做編劇、助理導演，眞正接觸了拍攝電影的工作；1967年曾參加左派發動的示威，當過「鬥委」（反抗港英迫害鬥爭委員會）；1968年脫離左派陣營，加入邵氏任編劇；1972年獨立拍片，1975年因為經營失敗到《明報》工作；1987年初創辦《解放月報》並離開《明報》。
1987年6月因肝疾病逝。

### 電影公司
先後在長城和邵氏兩家電影公司任編劇、導演，並曾獨立製片。據統計，哈公先後製片達一百多部。在長城任編導期間，曾與武俠小說家、《明報》創辦人金庸（本名查良鏞）共事。

### 明報
1975年，出任《明報》旗下「明窗」出版部經理，金庸的十二部武俠小說再版就是由哈公精校。哈公並寫怪論，專欄起初名《哈囉》，未幾改名《滾鼓堂怪論》，後期改名《哈公怪論》。《哈公怪論》中常透過哈婆、小哈女等家庭人物針砭時弊。他的港式幽默作品結集為《哈公怪論》（1981）、《哈公語錄》（1981）等書。
八十年代開始寫怪論，後期取代病逝的高雄（本名高德雄、或作高德熊，1918—1981）的怪論專欄。高雄筆名三蘇，自六十年代起在《明報》寫《怪論連篇》，文言白話廣東話三結合，世稱「三及第」，筆調幽默，針砭時事，嬉笑怒罵，十分生鬼。高雄逝世後，哈公接手《怪論》專欄，哈囉「升格」為哈公，專欄後來乾脆改名《哈公怪論》。哈公也擅寫三及第，哈公怪論跟三蘇怪論，文字都是嬉笑怒罵，所不同者，三蘇只針砭時事，較少涉及政治，哈公則多談政治，取態較尖銳。
1984年5月25日，香港電視播出大陸領導人鄧小平怒斥耿飆，黃華「九七後中共不在香港駐軍是胡說八道」的新聞後，哈公寫了一篇〈八道胡說〉怪論，指名道姓諷刺鄧小平，文章被總編輯抽起，認為不符合報社方針，哈公罷寫九天抗議。
1985年5月，總編輯潘粵生認為哈公〈律政司應自律〉一文批評香港政府律政司，違反了《明報》的編輯方針，不宜發表，哈公因而罷寫。《哈公怪論》由祈彈（徐東濱）寫的《祁彈怪論》取代。
《明報》在副刊開闢《自由論壇》版之後，《哈公怪論》恢復刊登。1987年2月，哈公一篇攻擊大陸領導人的怪論再次被抽起，哈公從此不再為《明報》撰稿，也不再在《明報》工作。

### 解放月報
1986年秋，創辦雜誌《解放月報》，並出任社長。雜誌1987年1月創刊，半年後，哈公因肝疾病逝。

### 香港作家協會
八十年代中期，哈公籌辦工會為「寫稿佬」（文字工作者）爭取福利，工會初名「爬格子動物協會」，後經勸諭從眾議易名「香港作家協會」（簡稱「作協」）。1987年初，哈公病癌入院，未幾病逝，後得倪匡、胡菊人、黃維樑、梁小中（筆名石人）、張文達五人成立「作協」，公推倪匡為首任會長，胡菊人為副。

## 電影作品
- 《千里追蹤》（1969），編劇：許國, 程剛
- 《月夜煞星》（1971），編導, 許國
- 《借刀殺人》（1971）編導：許國
- 《雙釘記》（1971），編劇：陳蝶衣、許國
- 《唐山二兄大笨俠》（1972），導演：許國，監製：許子賓；台灣布袋戲舞台藝術紀錄片；
- 《男人不宜觀看》（1972），編導：許國
- 《鐵指唐手》（1974），導演：許國；彩色電影武術片；
- 《血盟千里》（1974），導演、編劇：許子賓，時裝彩色電影故事片；
- 《艷窟神探》（1975） ，編劇：許國，警匪片；
- 《癲馬靈猴》（1982），編劇：許國，武術片。
- 《酒色財氣》（—），編導, 許國
- 《霸道》（—），編導, 許國.
- 《他媽的》（—），編劇：許國
- 《嶺南七虎》（—），編劇：許慧根，拳擊打鬥巨片

根據線上目錄，香港電影資料館典藏了一些哈公編寫的電影劇本和執導的電影。